# La fabbrica dell'Assoluto
La fabbrica dell'Assoluto (Továrna na absolutno, 1922) è un romanzo di fantascienza di Karel Čapek.
È stato pubblicato per la prima volta in italiano nel 1984.

## Trama
Un inventore realizza un "carburatore" che trasforma completamente la materia in energia, lasciando in cambio il nulla e, a riempire questo vuoto, qualcosa che assomiglia a una presenza divina. Le persone nelle vicinanze del "carburatore" vivono fortissime esperienze religiose e persino miracoli, che siano atei o devoti. Tuttavia, queste esperienze dipendono fortemente dalle credenze delle persone coinvolte o dalle loro tradizioni di origine.
Un uomo d'affari decide, malgrado gli effetti collaterali, di utilizzare questi carburatori come fonte di energia.
Il libro descrive il carattere pratico di quest'uomo d'affari, la diffusione dei carburatori e il conseguente scoppio di conflitti animati da tremendi fanatismi religiosi. Infine la guerra cessa e i "carburatori" vengono messi fuori legge.

## Collegamenti con altre opere
Come già in R.U.R., viene narrata una storia simile a quella dell'Apprendista stregone, dove una tecnologia (anche in questo caso messa al servizio dell'industria) sfugge al controllo: là erano gli androidi, qui gli effetti della macchina sugli esseri umani.
In un episodio della storia, alcune fabbriche alimentate dai "carburatori" si mettono a sfornare prodotti senza nessuno che le manovri, per di più in quantità insensate. Questo ricorda il mito praghese del Golem.